# Símbolo químico

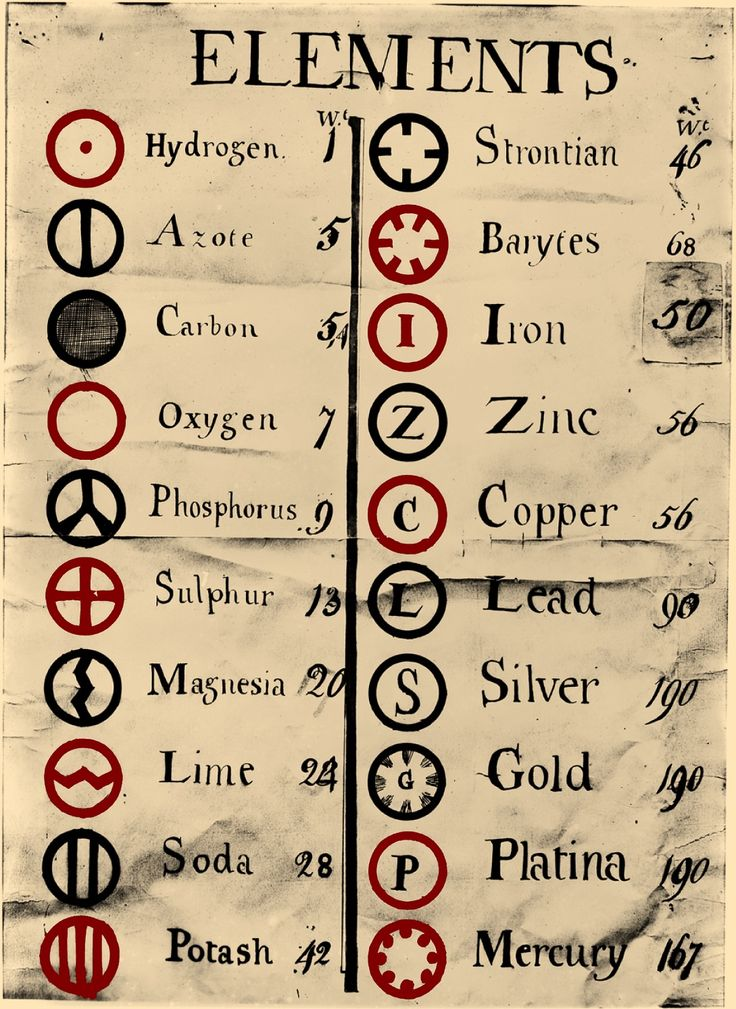
Símbolos propuestos por Dalton para los elementos químicos

Los símbolos químicos son una forma abreviada de representar a los elementos químicos. Consiste en una notación de una, dos o tres letras que representan a cada átomo en una fórmula química,de manera única e inequívoca, a cada elemento químico, con la finalidad de evitar tener que utilizar su nombre completo. También, con este mismo fin, a veces se utilizan símbolos para los grupos funcionales, los compuestos químicos y otras entidades. Los símbolos químicos correspondientes a los elementos conocidos, también denominados símbolo atómicos, se encuentran en la tabla periódica. Algunos de estos elementos de uso frecuente y sus símbolos son: carbono(C); oxígeno(O); nitrógeno(N); hidrógeno (H); cloro,(Cl); azufre(S); magnesio, (Mg); aluminio(Al); cobre(Cu); argón(Ar); oro, (Au); hierro(Fe); plata(Ag); platino(Pt). Fueron propuestos en 1814 por Berzelius en reemplazo de los símbolos alquímicos y los utilizados por Dalton en 1808 para explicar su teoría atómica.

## Historia
Desde muy antiguo, los alquimista habían ideado una serie de símbolos para representar a los metales, así como para otras sustancias químicas conocidas por entonces. Generalmente eran símbolos tomados de la astrología y de la antigua mitología. Así, el oro, asociado con el sol se representaba como un círculo con un punto en el centro, la plata, asociada con la luna, como una media luna. El hierro, metal de la guerra, se asociaba con Marte y se representaba con el símbolo de la masculinidad y así sucesivamente. 

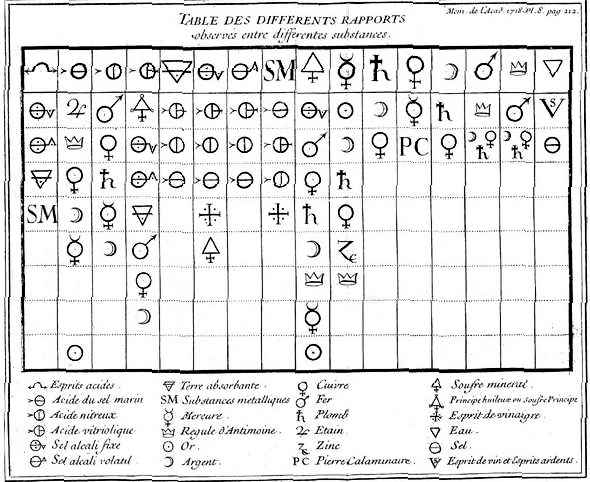
Tabla de afinidades de Geoffroy

Esta costumbre se mantuvo hasta el final de la alquimia y durante la transición hacia la química moderna. Así, el médico y químico francés, Êtienne François Geoffroy, primero, en 1718 y Torbern Bergman después, en 1775, utilizaron dichos símbolos e incluso,  añadieron algunos más, para explicar las afinidades entre sustancias químicas.Estos símbolos eran complicados de recordar y de representar en papel impreso y solo tenían utilidad en escritura a mano, como una forma de abreviar las anotaciones en el laboratorio. Con la aparición, o resurrección de la teoría atómica, por John Dalton, surgió la necesidad de utilizar simbología más sencilla que permitiera reconocer los elementos en su combinaciones con otros átomos, en lugar de utilizar un símbolo para cada combinación. Es decir, mediante el empleo de unos pocos símbolos, fáciles de recordar, poder representar diferentes combinaciones entre elementos. El mismo Dalton propuso una serie de símbolos consistentes en círculos con diferentes rellenos, que representaban cada uno de los elementos conocidos. Así, un círculo blanco representaba al oxígeno, un círculo negro, al carbono; el hidrógeno era un círculo con un punto en el centro y así, sucesivamente. Para algunos elementos utilizó círculos con la inicial del nombre en su interior. Los sustancias químicas cuya composición atómica se conocía, se representaban agrupando los diferentes círculos hasta entrar en contacto entre ellos. Este sistema simplificaba mucho la notación química, sobre todo a la hora de representar los compuestos químicos, a la vez que hacía mucho más intuitiva el poder apreciar su composición atómica, por lo que la idea de emplear unos pocos símbolos para los elementos químicos y agrupaciones de estos para representar sus compuestos, pronto se extendió entre los químicos del siglo XIX, siendo Jöns Jacob Berzelius quien, considerando que los círculos eran algo superfluo, propuso que los símbolos fueran solo la inicial de cada nombre en latín y en aquellos casos en que coincidieran en diferentes elementos, añadir una segunda letra diferenciadora. Este sistema se ha consolidado y es el que se utiliza actualmente, con la excepción de los elementos recién sintetizados a los que todavía no se les ha asignado un nombre definitivo. En estos casos se les asigna un símbolo temporal de tres letras hasta que se acuerda un nombre definitivo, con su correspondiente símbolo de dos letras.
La mayoría de los símbolos químicos se derivan de las letras del nombre del elemento, principalmente en latín, pero a veces en inglés, alemán, francés o ruso. La primera letra del símbolo se escribe con mayúscula, y la segunda (si la hay) con minúscula. Los símbolos de algunos elementos conocidos desde la antigüedad, proceden normalmente de sus nombres en latín. Por ejemplo, Cu de cuprum (cobre), Ag de argentum (plata), Au de aurum (oro) y Fe de ferrum (hierro). Este conjunto de símbolos que denomina a los elementos químicos es universal. Los símbolos de los elementos pueden ser utilizados como abreviaciones para nombrar al elemento, pero también se utilizan en fórmulas y ecuaciones para indicar una cantidad relativa fija del mismo. El símbolo suele representar un átomo del elemento en una molécula u otra especie química. Sin embargo, los átomos tienen unas masas fijas, denominadas masas atómicas relativas, por lo que también representa un mol.

## Símbolos de sustituyentes y radicales
También hay algunas notaciones que parecen ser símbolos químicos elementales, pero que en realidad representan sustituyentes muy comunes o indican un miembro no específico de un grupo de elementos. Los símbolos más ampliamente usados son R para cualquier resto orgánico o hidrógeno y Ph, que representa al grupo fenilo. A continuación se muestra una lista de estos símbolos, generalmente aceptados:

### Elementos
- X para cualquier átomo de halógeno
- D para un átomo de deuterio
- M para cualquier átomo metálico
- T para un átomo de tritio

### Grupos alquilo
- R para cualquier grupo alquilo, o incluso para cualquier sustituyente
- Me para el grupo metilo
- Et para el grupo etilo
- n-Pr para el grupo propilo
- i-Pr para el grupo isopropilo
- Bu para el grupo butilo
- i-Bu para el grupo isobutilo
- s-Bu para el grupo butilo secundario
- t-Bu para el grupo butilo terciario
- Pn para el grupo pentilo
- Hx para el grupo hexilo
- Hp para el grupo heptilo
- Cy para el grupo ciclohexilo

### Sustituyentes aromáticos
- Ar para cualquier sustituyente aromático
- Bn para el grupo bencilo
- Bz para el grupo benzoílo
- Mes para el grupo mesitilo
- Ph para el grupo fenilo
- Tol para el grupo tolil
- Cp para el grupo ciclopentadienilo
- Cp* para el grupo pentametilciclopentadienilo

### Grupos funcionales
- Ac para el grupo acetilo (Ac es también el símbolo para el elemento actinio. Sin embargo, en química orgánica casi nunca se encuentra al actinio, así que el uso de Ac para representar al grupo acetilo nunca causa confusión).

### Grupos salientes
- Ts para el grupo tosilo
- Bs para el grupo brosilo
- Ns para el grupo nosilo
- Tf para el grupo trifilo

### En reacciones de sustitución
- Nu para un nucleófilo
- E para un electrófilo
- L para un grupo saliente

### En bioquímica
Se utilizan símbolos para la representación de aminoácidos y para el código genético.